# Heide Mannlová Raková
Heide Mannlová-Raková (25. března 1941 Chotěbuz – 2. února 2000 Most) byla česká historička umění a muzejní pracovnice, která významně přispěla k historickému průzkumu kostela Nanebevzetí Panny Marie v Mostě.

## Život
Narodila se v německé Chotěbuzi a s rodinou se koncem druhé světové války přestěhovala do Mostu, kde se její otec Rudolf Mannl jako odborník v hornictví pracovně uplatnil. Po válce byla jeho nepostradatelnost pro severočeský průmysl důvodem, proč nebyli Mannlovi jako jiné německé rodiny vysídleni, i když byli v nově vznikajícím Československu pod dohledem bezpečnostních složek.
Heide vystudovala mostecké gymnázium, kde roku 1958 úspěšně odmaturovala, ale kvůli svému kádrovému posudku nemohla pokračovat vysokoškolským studiem. Později dálkově při práci vystudovala československé dějiny a pomocné vědy historické na Filozofické fakultě Univerzity Karlovy (roku 1967 získala magisterský titul) a postgraduální studium absolvovala tamtéž v oboru muzeologie a později užitého umění.
První pracovní uplatnění získala jako učitelka němčiny na základní škole ve Světci u Bíliny. Od roku 1961 pracovala v Oblastním muzeu v Mostě jako odborná pracovnice pro úsek dějin umění a kurátorka uměleckých sbírek. Pracovala také jako okresní konzervátorka a od roku 1970 byla zástupkyní ředitele Oblastního muzea v Mostě.
Byla také amatérskou herečkou a hrála například v inscenaci Bon Jour, Amour v Docela malém divadle. Svou badatelskou pozornost také zpočátku věnovala hlavně divadlu.
Později se ve své práci soustředila především na kulturní a architektonické dědictví starého Mostu. Díky jejímu zápalu se podařilo uchovat před ztrátou či zničením řadu předmětů umělecké a kulturní povahy, které dnes připomínají bohatství zaniklého historického města. Za svou činnost získala roku 1990 Cenu města Mostu.
Jejím manželem byl sochař a restaurátor Bořivoj Rak.
Heide Mannlová Raková zemřela po těžké nemoci 2. února 2000.

## Kostel Nanebevzetí Panny Marie v Mostě
Péče o historické dědictví starého Mostu a především kostela Nanebevzetí Panny Marie v Mostě byly pro Heide Mannlovou Rakovou tím nejzásadnějším a celoživotním posláním.
Když bylo rozhodnuto o likvidaci starého Mostu za účelem rozšíření těžby uhlí, rozhodla se sepsat podrobné dějiny kostela Nanebevzetí Panny Marie, aby tak podtrhla historickou a kulturní důležitost této památky. Kniha vyšla pod názvem Kostel Nanebevzetí Panny Marie v Mostě v dějinách českosaské pozdní gotiky roku 1969 s předmluvou historika Václava Mencla.
V době, kdy se kostel chystal na přesun, dohlížela Mannlová-Raková na ukládání jednotlivých součástí interiéru i na prováděný archeologický průzkum. Po přesunu kostela roku 1975 byla přítomna i jeho rekonstrukci, při níž po očištění kamenných žeber našla celou řadu kamenických značek. Bylo jich nakonec 2 700 a jejich zakreslení a identifikaci se Heide Mannlová-Raková věnovala následujících pět let. Vypracovala přitom podrobné plány vnitřní architektury a odhalila v součtu 174 individuálních znamení. Vyluštila program reliéfní výzdoby poprsníku empory, provedla heraldické rozbory a určila původ jednotlivých bočních kaplí. Díky její důkladné badatelské činnosti se podařilo objevit stavitele i další umělce, kteří měli svůj podíl na výzdobě chrámu. Vedle několika monografií byla též autorkou řady odborných článků a studií.

## Výběr z díla
- Kostel Nanebevzetí Panny Marie v Mostě v dějinách českosaské pozdní gotiky (1969)
- Most 1932–1982 (se Z. Fröhlichovou, 1982)
- Severočeské umění 14.–18. století. Průvodce expozicí v přesunutém gotickém kostele v Mostě (1988)
- Kulturní památka Most; Děkanský kostel a jeho stavitelé (1989)